# Kazimierz Augustynek
Kazimierz Augustynek (ur. 18 czerwca 1938 w Podlesiu, zm. 22 maja 2025) – polski historyk, działacz PZPR, narciarz.

## Życiorys
W młodości uprawiał lekką atletykę i narciarstwo w barwach AZS Kraków. Jego największym sukcesem był brązowy medal zimowej Uniwersjady w 1960. 
W 1960 ukończył studia historyczne w Wyższej Szkole Pedagogicznej w Krakowie. Od 1963 był członkiem PZPR, w latach 1972–1981 I sekretarzem Komitetu Uczelnianego PZPR WSP w Krakowie, w latach 1984-1986 sekretarzem ds. nauki Komitetu Krakowskiego PZPR, następnie z-cą kierownika Wydziału Polityczno-Organizacyjnego Komitetu Krakowskiego PZPR.